# Igor Lintchevski
Igor Alexandrovitch Lintchevski (Игорь Александрович Линчевский), né le 16 ou 18 juin 1908 et mort le 18 juillet 1997 à Saint-Pétersbourg, est un botaniste russe et soviétique.
Il a consacré l'essentiel de sa carrière à ses travaux botaniques à l'institut de botanique Komarov, portant notamment sur la famille des composées. Il était membre, puis fut président de l'Union internationale des sciences biologiques.

## Biographie
Igor Lintchevski nait dans la famille d'instituteur à Leningrad. Son enfance et scolarité se passent à Tachkent. En 1926-1930, il fait les études à l'Université nationale d'Ouzbékistan, puis, devient assistant à l'Institut Vavilov et collabore notamment avec Mikhaïl Popov. Il s'installe plus tard à Almaty et travaille dans la section kazakh de l'Académie des sciences d'URSS. En 1939, il est muté à Leningrad. Au mois de novembre 1941, alors que la guerre fait rage, dans la ville assiégée Lintchevski soutient sa thèse. Il travaille également à la rédaction du 10e volume de l'ouvrage encyclopédique La Flore d'URSS. Plus tard, il sera décoré de la médaille pour la Défense de Léningrad. De 1964 à 1971, il est le rédacteur en chef de la revue consacrée à la botanique Journal de la taxinomie des plantes terrestres («Новости систематики высших растений»). Il prend sa retraite en 1995.

## Carrière
Il a effectué d'importantes expéditions botaniques en Asie centrale entre 1928 et 1932, au Kamtchatka en 1935 et dans l'Oural entre 1921 et 1927. Ainsi qu'à l'expédition sino-soviétique dans le Yunnan en 1956-1957 avec des savants comme Andreï Fiodorov, Moïsseï Kirpitchnikov et des zoologues, comme V. V. Popov et l'entomologiste Oleg Kryjanovski.

## Hommages
- Apiaceae : Bupleurum linczevskii Pimenov & Sdobnina[4]
- Asteraceae : Steptorhamphus linczevskii Kirp.[5]
- Lamiaceae : Perovskia linczevskii Kudrj.[6]
- Leguminosae Oxytropis linczevskii Gontsch.[7]
- Plumbaginaceae : Acantholimon linczevskii Pavlov[8]
- Poaceae : Roegneria linczevskii Czopanov[9]
- Rosaceae : Malus linczevskii Poljakov[10]
- Scrophulariaceae : Orobanche linczevskii Novopokr.[11]

## Source
- (es) Cet article est partiellement ou en totalité issu de l’article de Wikipédia en espagnol intitulé « Ígor Linchevski » (voir la liste des auteurs).

Lincz. est l’abréviation botanique standard de Igor Lintchevski.
Consulter la liste des abréviations d'auteur en botanique ou la liste des plantes assignées à cet auteur par l'IPNI, la liste des champignons assignés par MycoBank, la liste des algues assignées par l'AlgaeBase et la liste des fossiles assignés à cet auteur par l'IFPNI.